# Emilio Arrieta
Pour les articles homonymes, voir Arrieta.
Pascual Juan Emilio Arrieta Corera, né à Puente la Reina (Navarre, Espagne) le 21 octobre 1823 et mort à Madrid le 11 février 1894, est un compositeur espagnol.

## Biographie
Enfant Emilio Arrieta se retrouva orphelin et a reçu son éducation à Madrid de sa sœur Antonia. Il commença ses études de musique au Conservatoire de Madrid. En 1839, sa sœur l'amène en Italie où il étudie le piano avec le maître Perelli et l'harmonie avec Mandancini, sous forme de cours privés. En 1841, il entre au conservatoire de Milan, grâce à la générosité du comte de Litta; il étudie le piano et l'harmonie avec le maître Nicola Vaccai (entre 1838 et 1846), terminant ses études avec un prix décerné avec une mention exceptionnelle.
En Italie, en collaboration avec le librettiste Temistocle Solera, il compose son premier opéra : "Ildegonda", dont la première eut lieu en 1846 et avec lequel il obtient un grand succès, et gagne le prix de composition à la Scala de Milan. De retour à Madrid, en 1846, il se fait connaitre comme chef d'orchestre au théâtre du Circo, où il donne cette même année la première d'une symphonie. Il fait la connaissance de Isabelle II au cours d'une fête au palais. La reine le prit comme professeur de chant, le nommant compositeur de la Cour trois ans après; elle fit construire un théâtre dans le palais royal où Arrieta donna la première de l'opéra "La conquista de Granada" et de "Pergolesi".
Bien qu'ayant reçu les faveurs de la reine, après son renversement, il publia l'hymne "Abajo los Borbones" (À bas les Bourbons).
Il fut nommé professeur de composition à l'Escuela Nacional de Música de Madrid en 1857 et en devint le directeur en 1868, poste qu'il occupa jusqu'à sa mort en 1894. À cette époque, il composa de nombreuses œuvres destinées à des concerts, concours et cérémonies officielles. Parmi ses élèves les plus connus se trouvent Tomás Bretón et Ruperto Chapí.
La renaissance de la zarzuela avec les succès de Barbieri, Gaztambide et d'autres auteurs, et la fermeture du Théâtre du Palais Royal, ont fait que Arrieta se sentit séduit par la zarzuela, abandonnant l'opéra; il a ainsi écrit plus de cinquante zarzuelas.
En 1853, il donna sa première zarzuela, "El dominó azul" et, trente ans après, la dernière, "San Francisco de Sena". Au total il est l'auteur de cinquante titres ; le plus connu et l'unique qui reste au répertoire actuellement, est "Marina", sur un livret de Francisco Camprodón. Ecrite d'abord comme une zarzuela en 1871, l'œuvre fut transformée en opéra qui fut joué pour la première fois au Théâtre Royal de Madrid en 1887.
En 1871 il reçoit la Gran Cruz de Isabel la Católica et en 1873 il est nommé académicien de la Real Academia de Bellas Artes de San Fernando dans la section de musique qui venait d'être créée.
Fernando Pérez Ollo, critique musical, écrit de Arrieta : « Sa gloire se fonde sur sa production théâtrale et plus concrètement sur le rôle décisif qu'il joua dans la consolidation de la zarzuela comme genre musical. Cette prééminence du maître navarrais fut possible par son sens mélodique, dans la lignée traditionnelle de Bellini, plus que dans celle novatrice et dramatique de Verdi, et par les moyens techniques –harmoniques et instrumentaux- que lui a donnés sa formation italienne. Sur ce dernier point, Arrieta fut supérieur à ses collègues péninsulaires »[réf. nécessaire].

## Œuvres

### Opéras
- 1846 : Ildegonda, opéra, 2 actes - livret : Temistocle Solera
- 1850 : La Conquista de Granada, opéra, 3 actes - livret : Temistocle Solera
- 1851 : Pergolesi, opéra
- 1871 : Marina, opéra, 3 actes (écrit d'abord sous forme de zarzuela) - livret : Francisco Camprodón et Miguel Ramos Carrión

### Zarzuelas
- 1853 : El dominó Azul, 3 actes - livret : Francisco Camprodón
- 1853 : El grumete, 1 acte - livret : Antonio Garcia Gutièrrez
- 1853 : La estrella de Madrid, 3 actes - livret : Adelardo López de Ayala
- 1854 : La cacería real
- 1855 : Guerra a Muerte
- 1855 : La dama del Rey
- 1855 : Marina, 2 actes - livret : Francisco Camprodón
- 1856 : La hija de la Providencia
- 1856 : El sonámbulo
- 1858 : El planeta Venus, 3 actes - livret : Ventura de la Vega
- 1858 : Azón Visconti, 3 actes - livret : Antonio García Gutiérrez
- 1860 : Los circasianos, 3 actes - livret : Luis Olona
- 1861 : Llamada y tropa, 2 actes - livret : Antonio García Gutiérrez
- 1862 : La Tabernera de Londres
- 1863 : La vuelta del corsario, 1 acte - livret : Antonio García Gutiérrez (2e version de : El grumete)
- 1866 : El duende de Madrid
- 1866 : El conjuro, 1 acte - livret: Adelardo López de Ayala
- 1866 : Un sarao y una soirée 2 actes - livret : Miguel Ramos Carrión et Eduardo de Lustonó
- 1867 : La suegra del diablo, 3 actes - livret : Eusebio Blasco y Soler
- 1867 : El figle enamorado, 1 acte - livret : Miguel Ramos Carrión
- 1867 : Los novios de Teruel, 2 actes - livret : Eusebio Blasco y Soler
- 1869 : De Madrid a Biarritz, 2 actes - livret : Miguel Ramos Carrión et Carlos Coello
- 1870 : El potosí submarino, 3 actes - livret : Rafael García Santisteban
- 1873 : Las manzanas de oro 3 actes - livret : Eusebio Blasco y Soler et Emilio Álvarez
- 1873 : San Franco de Sena, 3 actes - livret : José Estremera
- 1879 : La guerra santa, 3 actes - livret : Luis Mariano de Larra
- 1880 : Heliodora o El amor enamorado, 3 actes - livret : Juan Eugenio Hartzenbusch
- 1885 : El Guerrillero, (avec Manuel Fernández Caballero et Ruperto Chapi y Lorenta)